# オーストリア＝ハンガリー帝国海軍艦艇一覧
オーストリア＝ハンガリー帝国海軍艦艇一覧は、オーストリア＝ハンガリー帝国海軍が過去保有した、未完成・計画中止を含めた歴代艦艇一覧である。

## 艦艇一覧（近代海軍以前）

### 戦列艦
第2等戦列艦
- カイザー（Kaiser） - ??年、91門

### フリゲート
帆走
- ベローナ（Bellona） - 1842年、34門
- ヴェヌス（Venus） - 1832年、12門

機走
- ラデツキー（Radetzky） - ??年、50門
- アドリア（Adria） - ??年、50門
- ドナウ（Donau） - ??年、50門
- ノヴァーラ（Novara）
- シュヴァルツェンベルク（Schwarzenberg） - 1874年、??門

### コルベット
機走
- ダンドーロ（Dandolo） - ??年、22門
- エルツヘルツォーク（Erzherzog） - ??年、22門
- フリードリヒ（Friedrich） - ??年、22門
- ドナウ（Donau） - 1875年、??門

### スループ
- ミネルヴァ（Minerva） - 1833年、14門
- ディアーナ（Diana） - 1834年、20門
- カロリーナ（Carolina） - 1844年、20門

### スクーナー
- カメーレオン（Chamäleon）
- フィード（Fido）
- ブラーヴォ（Bravo）
- ドロメダール（Dromedar）
- サイダ（Saida）
- アレトゥーザ（Arethusa）
- アルテメジア（Arthemisia）

### ブリッグ
- フサール（Hussar）
- モンテクッコリ（Montecuccoli）
- ポーラ（Pola）
- ピュラデース（Pylades）

### 砲艦
- メーヴェ（Möve）
- ケルカ（Kerka）
- ナレンタ（Narenta）
- ペーリカーン（Pelikan）
- アウスリーガー（Auslieger）
- ドイッチュマイスター（Deutschmeister）

外輪式
- ヴェネツィア防衛艦 - 6隻

I、II、III、IV、V、VI、
- フォイアーシュパイアー（Feuerspeier）
- ベスビオ（Vesuvio）
- モンジベッロ（Mongibello）
- フェルモ（Fermo）

### 蒸気航走艦
外輪式
- カイゼリン・エリーザベト（Kaiserin Elisabeth）
- プリンツ・オイゲン（Prinz Eugen）
- ヴォルタ（Volta）
- サンタ・ルシア（Santa Lucia）
- クルタトーネ（Curtatone）
- クストーザ（Custoza）
- ヴルカーン（Vulkan）
- タウルス（Taurus）
- アヒレス（Achilles）
- メッサギーレ（Messagiere）
- ゴシュコフスキ（Gorzkowski）
- ユーピター（Jupiter）
- ローマ（Roma）

## 艦艇一覧（近代海軍）

### 主力艦

#### 戦艦
装甲艦
- ドラヘ級 - 2隻

ドラッヘ（Drache）、ザラマンダー（Salamander）
舷側砲門型装甲艦
- カイザー・マックス級  - 3隻

カイザー・マックス（マクシミリアン）（Kaiser Max）、プリンツ・オイゲン（Prinz Eugen）、フアン・デ・アウストリア（Juan de Austria）
- エルツヘルツォーク・フェルディナント・マックス級 - 2隻 ※ 舷側砲門艦

エルツヘルツォーク・フェルディナント・マックス（Erzherzog Ferdinand Max）、ハプスブルク（Habsburg）
中央砲門型装甲艦

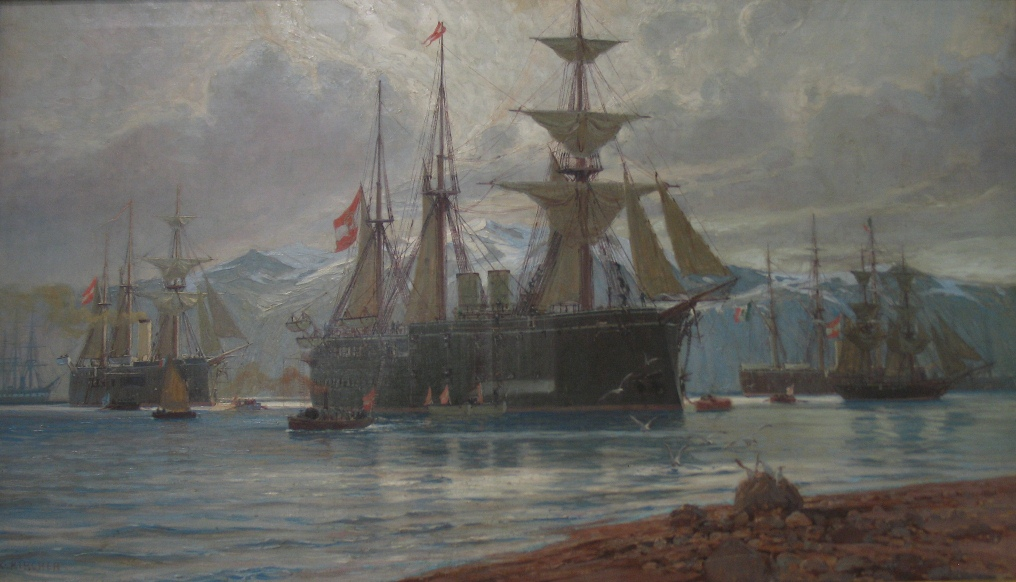
リッサ（左）クストーツァ（右）

- 7,200トン級装甲艦:リッサ（Lissa） - 1隻
- 7,800トン級装甲艦:クストーザ（Custoza） - 1隻
- 6,000トン級装甲艦:エルツェルツォーク・アルプレヒト（Erzherzog Albrecht） - 1隻
- 5,200トン級装甲艦:カイザー（Kaiser） - 1隻
- 7,500トン級装甲艦:テゲトフ（英語版）（Tegetthof） - 1隻
- カイザー・マックス級 - 3隻

カイザー・マックス（Kaiser Max）、フアン・デ・アウストリア（Juan de Austria）、プリンツ・オイゲン（Prinz Eugen）
中央砲塔型装甲艦
- 6,900トン級装甲艦:クローンプリンツェシン・エルツヘルツォーギン・シュテファニー（英語版）（Kronprinzessin Erzherzogin Stefanie） - 1隻
- 5,100トン級装甲艦:クローンプリンツ・エルツヘルツォーク・ルドルフ（Kronprinz Erzherzog Rudolf） - 1隻

前弩級戦艦
- モナルヒ級 - 3隻

モナルヒ（Monarch）、ウィーン（Wien）、ブダペシュト（Budapest）
- ハプスブルク級 - 3隻

ハプスブルク（Habsburg）、アールパード（Árpád）、バーベンベルク （Babenberg）
- エルツヘルツォーク・カール級 - 3隻

エルツヘルツォーク・カール（Erzherzog Karl）、エルツヘルツォーク・フリードリヒ（Erzherzog Friedrich）、エルツヘルツォーク・フェルデナント・マックス（Erzherzog Ferdinand Max）
準弩級戦艦
- ラデツキー級 - 3隻

ラデツキー（Radetzky）、エルツヘルツォーク・フランツ・フェルディナント（Erzherzog Franz Ferdinand）、ズリーニ（Zrínyi）
弩級戦艦
- テゲトフ級 - 4隻

フィリブス・ウニティス（Viribus Unitis）、テゲトフ（Tegetthoff）、プリンツ・オイゲン（Prinz Eugen）、セント・イシュトヴァーン（Szent István）
超弩級戦艦
- エルザッツ・モナルヒ級（フィリブス・ウニーティス級改型） - 0隻（4隻建造中止）

※ 建造中止：
エルザッツ・モナルヒ（SMS Ersatz Monarch）、フニャディ（SMS Hunyadi）、グラーフ・ダウン（SMS Graf Daun）、ハプスブルク代艦（SMS Ersatz Habsburg ）

### 水上戦闘艦

#### 巡洋艦
草創期の巡洋艦
- ドナウ（Donau） - 1隻 ※ コルベット
- ドナウ（Donau） - 1隻 ※ コルベット
- エルツヘルツォーク・フェルディナント級 - 2隻 ※ コルベット

エルツヘルツォーク・フリードリヒ（Erzherzog Friedrich）、ダンドロ（Dandolo）
- ラデツキー級 - 2隻 ※ フリゲート

ラデツキー（Radetzky）、ラウドン（Laudon）
- サイダ（Saida） - 1隻 ※ コルベット
- ヘルゴラント（Helgoland） - 1隻 ※ スループ
- ファザーナ（Fasana） - 1隻 ※ スループ
- アウローラ級 - 3隻 ※ スループ

アウローラ（Aurora）、フルンズベルク（Frundsberg）、ズリーニ（Zrínyi）
防護巡洋艦
- ティーガー（Tiger） - 1隻
- パンター級 - 2隻

パンター（Panther）、レオパルト（Leopard）
- カイザー・フランツ・ヨーゼフ1世級 - 2隻

カイザー・フランツ・ヨーゼフ1世（Kaiser Franz Joseph I）、カイゼリン・エリーザベト（Kaiserin Elisabeth）
- ツェンタ級 - 3隻

ツェンタ（Zenta）、アスペルン（Aspern）、シゲトヴァール（Szigetvár）
偵察巡洋艦・通報艦
- アドミラル・シュパウン（Admiral Spaun） - 1隻
- ヘルゴラント級 - 3隻

ヘルゴラント（Helgoland）、サイダ（Saida）、ノヴァーラ（Novara）
水雷巡洋艦・水雷砲艦
- ザーラ級 - 2隻

ザーラ（Zara）、スパーラト（Spalato）
- セベニーコ（Sebenico） - 1隻
- ルッシーノ（Lussino） - 1隻

装甲巡洋艦
- カイゼリン・ウント・ケーニギン・マリア・テレジア（Kaiserin und Königin Maria Theresia） - 1隻
- カイザー・カール6世（Kaiser Karl VI） - 1隻
- ザンクト・ゲオルク（Sankt Georg） - 1隻

軽巡洋艦
- 旧・中巡洋艦 - 0隻（2隻建造中止）
- 『ツェンタ』級代艦 - 0隻（3隻建造中止）

巡洋艦K 、L 、M 

#### 駆逐艦

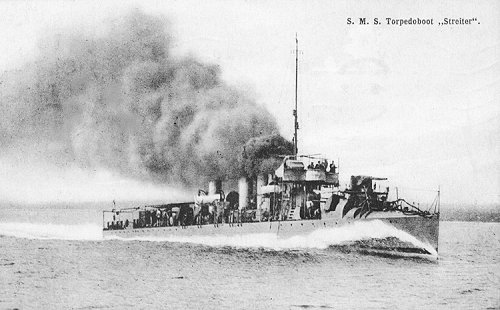
フサール級駆逐艦シュトライター（Streiter）

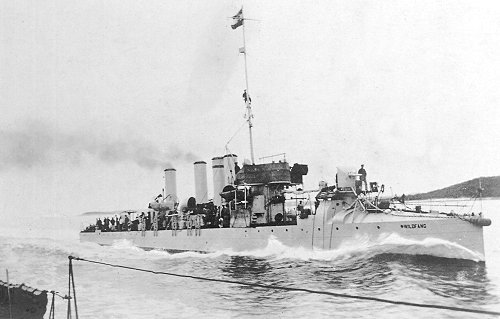
フサール級駆逐艦ヴィルトファング（Wildfang）

WW I以前の駆逐艦
- メテオール（Meteor） - 1隻
- ブリッツ級 - 2隻

ブリッツ（Blitz）、コメート（Komet）、
- プラネート（Planet） - 1隻
- トラバント（Trabant） - 1隻
- ザテリート（Satellit） - 1隻
- マグネート（Magnet） - 1隻
- フサール級 - 13隻

前期型
フサール（Husar）、ウラーン（Ulan）、シュトライター（Streiter）、ヴィルトファング（Wildfang）、ウシュコケ（Uskoke）、シャルフシュツェ（Scharfshütze）
後期型
フサール（Huszár）、チコーシュ（Csikos）、ディナラ（Dinara）、パンドゥール（Pandur）、レカ（Reka）、トゥルル（Turul）、ヴェレビト（Velebit）
- ワラスディナー（Warasdiner） - 1隻 ※ 旧・中『龍湍（Lung Tuan）』
- タトラ級 - 6隻

タトラ（Tatra）、バラトン（Balaton）、チェペル（Csepel）、リカ（Lika）、オルイェン（Orjen）、トリグラ（Triglar）
- 『タトラ』級代艦 - 4隻（1隻建造中止）

トリグラフ（Triglav）、リカ（Lika）、ドゥクラ（Dukla）、ウツォーク（Uzsok）
※ 建造中止：
ホンヴェード（Honved）
- 『タトラ』級改型 - 0隻（4隻計画中止）

### 潜水艦

#### 通常動力型潜水艦
WW Iまでの潜水艦
- U-1級（英語版） - 2隻

U-1、2
- U-3級（英語版） - 2隻

U-3、4
- U-5級 - 3隻

U-5、6、12

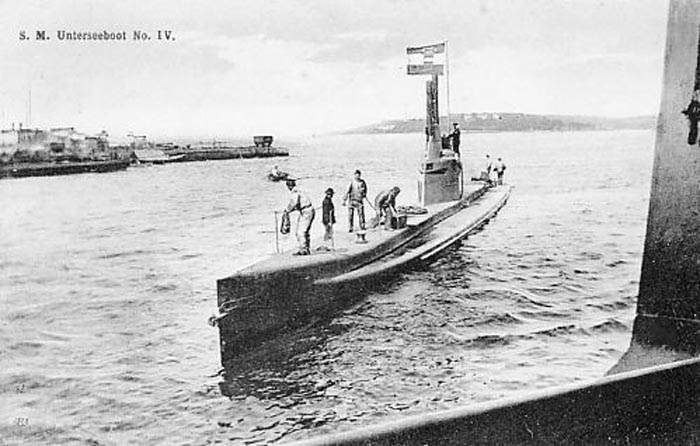
U-4

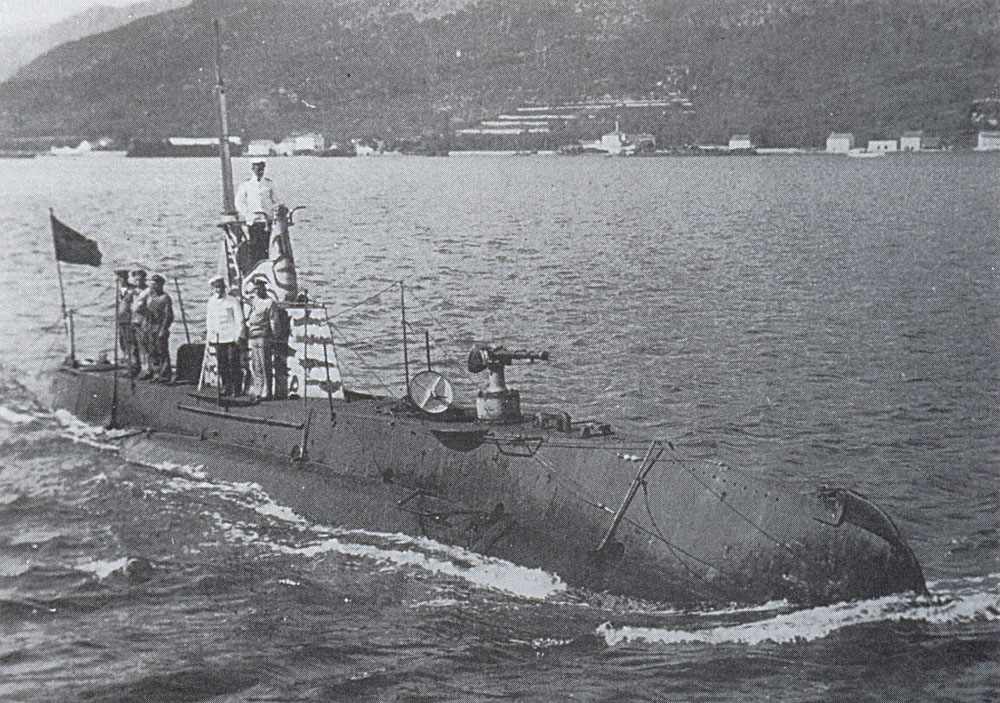
U-5

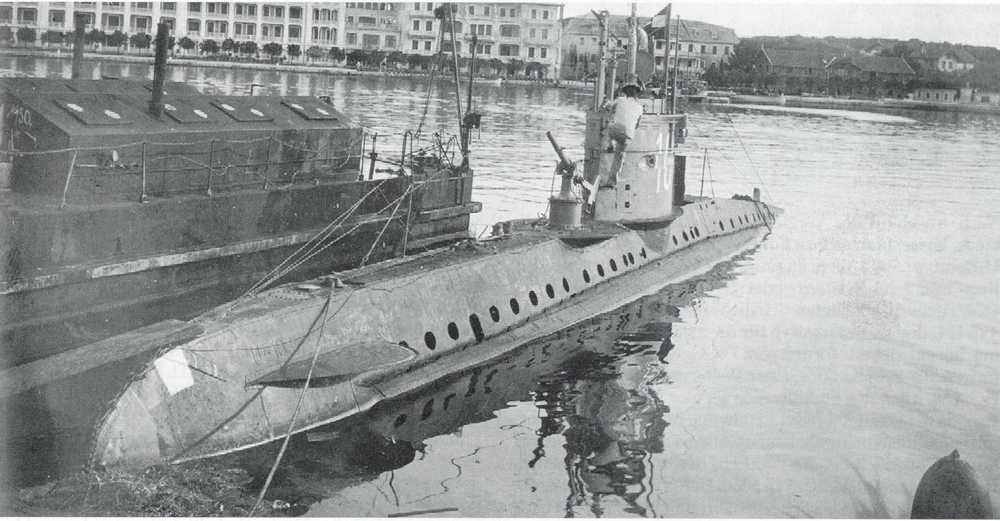
U-10

- U-7級 - 5隻 ※ ドイツで建造中、第一次世界大戦開戦のため引き渡されず、ドイツ海軍籍に編入され、U66級U66-U70となる。

※ 引き渡されずドイツ海軍籍に編入：
U-7、8、9、10、11
- U-10級 - 5隻 ※ 内2隻は旧・独艦

U-10 ※ 旧・独『UB-1』
U-11 ※ 旧・独『UB-15』
U-15、16、17
- U-14（英語版） - 1隻 ※ 旧・仏『キュリー（Curie）』
- U-20級 - 4隻

U-20、21、22、23
- U-27級 - 8隻

U-27、28、29、30、31、32、40、41
- U-43級 - 2隻 ※ 旧・独艦

U-43 ※ 旧・独『UB-43』
U-47 ※ 旧・独『UB-47』
- U-48級 - 0隻（4隻建造中止）

※ 建造中止：
U-48、49、58、59
- U-50級 - 0隻（4隻建造中止）

※ 建造中止：
U-50、51、56、57
- U-52級 - 0隻（4隻建造中止）

※ 建造中止：
U-52、53、54、55
- U-101級 - 0隻（9隻建造中止）

※ 建造中止：
U-101、102、103、104、105、106、118、119、120
- U-107級 - 0隻（11隻建造中止）

※ 建造中止：
U-107、108、109、110、111、112、113、114、115、116、117

### 機雷戦艦艇

#### 敷設艦艇
機雷敷設艦
- ドロメダール（Dromedar） - 1隻
- ザラマンダー（Salamander） - 1隻
- バジリスク（Basilisk） - 1隻
- カメーレオン（Chamäleon） - 1隻
- （Delta） - 1隻
- （Carniol） - 1隻
- （Gastein） - 1隻

### 哨戒艦艇

#### 哨戒・警備艦艇

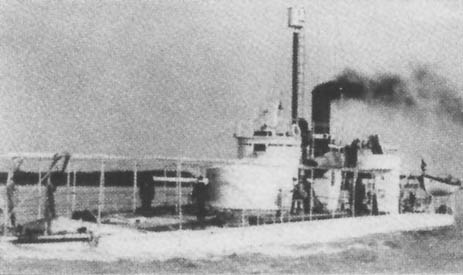
Maros

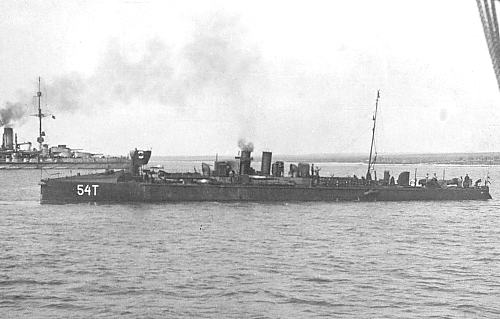
Tb-54T（旧・ヴァール（Wal））

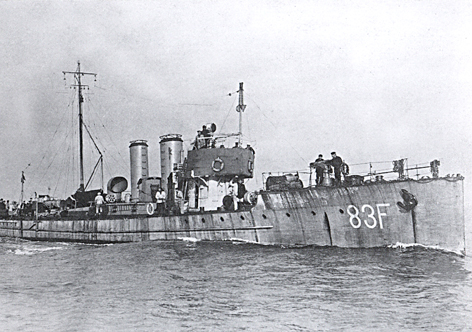
Tb-83F

砲艦
- Maros級 - 2隻 ※ 河川砲艦

（Maros）、（Leitha）
- ケレス級[1] - 2隻 ※ 河川砲艦

（Szamos）、（Körös）
- テメシュ級 - 2隻 ※ 河川砲艦

（Temes）、（Bodrog）
- Save級 - 2隻 ※ 河川砲艦

（Save）、（Theiss）
水雷艇
- TB-I級 - 3隻

先行生産型
TB-I、
生産型
アードラー（Adler）、ファルケ（Falke）
- TB-II級 - 31隻

先行生産型
TB-II
A型
TB-IX、X
B型
TB-XI、XII、XIII、XIV、XV、XVI、XVII、XVIII、XIX、XX、XXI、XXII、XXIII、XXIV、XXV、XXVI
C型
TB-XXVII、XXVIII、XXIX、XXX、XXXI、XXXII
D型
TB-XXXIV、XXXV、XXXVI、XXXVII、XXXVIII、XXXIX
- TB-III級 - 6隻

先行生産型
TB-III、IV
量産型
TB-V、VI、VII、VIII
- TB-XXXIII - 1隻
- シュペルバー級 - 2隻

シュペルバー（Sperber）、ハービヒト（Habicht）
- Kukuk級 - 20隻

（Kukuk）、シュタール（Star）、クレーエ（Krähe）、ラーベ（Rabe）、エルスター（Elster）、ブサルト（Bussard）、コンドル（Condor）、ガイアー（Geier）、ウーフ（Uhu）、ヴルガー（Wurger）、クラーニヒ（Kranich）、ライアー（Reiher）、イービス（Ibis）、キービツ（Kiebitz）、ガウクラー（Gaukler）、フラミンゴ（Flamingo）、セクレタール（Sekretar）、ヴァイエ（Weihe）、マーラブ（Marabu）、ハルピー（Harpie）
- ナター（Natter） - 1隻
- ヴィーパー（Viper） - 1隻
- ピュートン級 - 4隻

ピュートン（Python）、（Kigyo）、ボーア（Boa）、コブラ（Cobra）
- カイマン級 - 24隻

カイマン（Kaiman） ※ 後に『Tb-50E』
アナコンダ（Anaconda） ※ 後に『Tb-51T』
アリガートア（Alligator） ※ 後に『Tb-52T』
クロコディール（Krokodil） ※ 後に『Tb-53T』
ヴァール（Wal） ※ 後に『Tb-54T』
ゼーフント（Seehund） ※ 後に『Tb-55T』
デルフィーン（Delphin） ※ 後に『Tb-56T』
ナルヴァール（Narwal） ※ 後に『Tb-57T』
ハイ（Hai） ※ 後に『Tb-58T』
メーヴェ（Möve） ※ 後に『Tb-59T』
シュヴァルヴェ（Schwalbe） ※ 後に『Tb-60T』
ピングイーン（Pinguin） ※ 後に『Tb-61T』
ドラヘ（Drache） ※ 後に『Tb-62T』
グライフ（Greif） ※ 後に『Tb-63T』
トリートン（Triton） ※ 後に『Tb-64F』
ヒュードラ（Hydra） ※ 後に『Tb-65F』
スコルピオーン（Skorpion） ※ 後に『Tb-66F』
フェーニクス（Phönix） ※ 後に『Tb-67F』
クラーケ（Krake） ※ 後に『Tb-68F』
ポリュープ（Polyp） ※ 後に『Tb-69F』
エクセ（Echse） ※ 後に『Tb-70F』
モルヒ（Molch） ※ 後に『Tb-71F』
コルモラーン（Kormoran） ※ 後に『Tb-72F』
アルク（Alk） ※ 後に『Tb-73F』
- Tb-74T級 - 8隻

Tb-74T、75T、76T、77T、78T、79T、80T、81T
- Tb-82F級 - 16隻

Tb-82F、83F、84F、85F、86F、87F、88F、89F、90F、91F、92F、93F、94F、95F、96F、97F
- Tb-98M級 - 3隻

Tb-98M、99M、100M
- Tb-I級 - 6隻

Tb-I、II、III、IV、V、VI、
- Tb-VII級 - 6隻

Tb-VII、VIII、IX、X、XI、XII、

#### 高速戦闘艇
魚雷艇
- Mb-107級 - 9隻

Mb-107、108、109、110、111、112、113、114、115
- 滑空艇-1（グライトボート、Gleitboot-1）級 - 2隻

滑空艇-1、2（Gleotbppt-1、2）
- Mb-164級 - 2隻

Mb-164、165
- 旧・独MTB - 6隻（1隻未取得）

LM-3、4、5、6、11、12
※ 未取得：
LM-13
高速艇
- 試作滑空艇（フェアズーフスグライトボート、Versuchsgleitboot）

### 補助艦艇

#### 補給艦艇
給炭艦
- ポーラ級 - 2隻

ポーラ（Pola）、テーオド（Teodo）
- ヴェスタ（Vesta） - 1隻

#### 支援艦艇
水雷母艦
- ゲーア（Gäa） - 1隻 ※ 旧・独『フュルスト・ビスマルク（Fürst  Bismark）』

潜水母艦
- ペーリカーン（Pelikan） - 1隻
- ギガント（Gigant） - 1隻

工作艦
- キュクロープ / ツュクロープ（Kyklop / Zyklop） - 1隻
- ヴルカーン（Vulkan） - 1隻

#### 練習艦艇
練習艦
- マルス（Mars） - 1隻 ※ 元・戦艦『テゲトフ（Tegetthof）』
- アルバトロス級 - 2隻

アルバトロス（Albatros）、ナウティルス（Nautilus）
- ベートーヴェン（Beethoven） - 1隻

#### その他
サルベージ船
- ヘルクレス（Herkules） - 1隻

各種ヨット
- （Lakroma） - 1隻 ※ 将官用ヨット、元・巡洋艦『ティーガー（Tiger）』
- （Miramar） - 1隻 ※ 帝室ヨット
- （Dalmat） - 1隻

ランチ・艀
- 旧・米『M-3』級 - 10隻

M-3B型×4、M-3D型×6
その他
- （Taurus） - 1隻 ※ 元・『ニルヴァーナ（Nirvana）』
- （Bathori） - 1隻